# Chidchai Vanasatidya
Chidchai Vanasatidya (taj.: ชิดชัย วรรณสถิตย์, chiń.: 曹壁光; pinyin: Cáo Bìguāng; ang.: Chitchai Wannasathit, ur. 13 sierpnia 1946) – tajski polityk pochodzenia chińskiego, w 2006 pełniący obowiązki premiera Tajlandii.
Ukończył zarządzanie publiczne na Uniwersytecie w Bangkoku, studiował też w Stanach Zjednoczonych. Następnie pracował na różnych stanowiskach w policji, w szczególności angażując się w walkę z narkotykami. Od 2 sierpnia 2005 był ministrem sprawiedliwości i wicepremierem za pierwszej kadencji Thaksina Shinawatry. Gdy ten ostatni osiągnął słaby wynik wyborczy wiosną 2006 i utracił społeczne zaufanie wskutek oskarżeń o korupcję, Chidchai Vanasatidya objął tymczasowo jego stanowisko od 5 kwietnia do 23 maja, kiedy to poprzednik na nie powrócił. Następnie powrócił do pełnienia funkcji ministerialnych. 19 września 2006 roku został tymczasowo aresztowany podczas zamachu stanu.